# Eupithecia stevensata
Eupithecia stevensata är en fjärilsart som beskrevs av Webb 1896. Eupithecia stevensata ingår i släktet Eupithecia och familjen mätare. Inga underarter finns listade i Catalogue of Life.